# 리얼플레이어
리얼플레이어(RealPlayer)는 리얼 네트웍스의 미디어 플레이어이다. 리얼 오디오와 리얼 비디오 등의 자체 코덱뿐 아니라 MP3, MPEG-4, 퀵타임 등의 미디어 파일을 재생한다.
윈도우용 플레이어가 기본으로 제공된다. OS X, 리눅스, 유닉스, 팜 OS 등의 운영 체제에서 동작하는 플레이어도 제공하고 있으나 윈도 버전보다는 기능이 부족하다.
리얼플레이어는 설치를 하면 윈도우 레지스트리에 엄청난 양의 정보를 추가하고, 거기다가 사용자 정보를 빼돌리는 것이 밝혀져 2006년 PC 월드가 발표한 "전대 미문의 최악의 기술품"(Worst Tech Product of All Time) 25위 중 2위에 선정되었다.

## 같이 보기
- 리얼오디오
- 리얼비디오
- 리얼미디어